# جيرت بو جاكوبسن
جيرت بو جاكوبسن (بالدنماركية: Gert Bo Jacobsen)‏ مواليد 18 ديسمبر 1961، هو ملاكم محترف دانمركي معتزل كان يصنف ضمن فئة وزن الوسط. حقق بطولة منظمة الملاكمة العالمية.

## إحصائيات
خاض خلال مسيرته 49 نزالا، فاز في 43 ولم يتعادل وخسر في 5. فاز بالضربة القاضية في 30 نزالا.

## روابط خارجية
- جيرت بو جاكوبسن على موقع IMDb (الإنجليزية)
- جيرت بو جاكوبسن على موقع بوكس ريك (الإنجليزية) (registration required)